# 스타니슬라프 포플라프스키
스타니슬라프 길랴로비치 포플랍스키(러시아어: Станислав Гилярович Поплавский, 폴란드어: Stanisław Popławski) (1902년 4월 22일 – 1973년 8월 10일)는 소련군과 폴란드군의 장성급 장교이다.

## 초기 생활
포플랍스키는 러시아 제국의 포딜리야에서 태어났다. 그의 가족(아버지의 이름은 힐러리)은 민족적으로 폴인이었고, 젊은 시절 그는 자신을 폴란드인으로 여겼다.
1920년 2월, 그는 붉은 군대에 징집되어 러시아 내전에 참여했다. 그는 1930년부터 소련 공산당의 일원이었다.

## 군사 경력

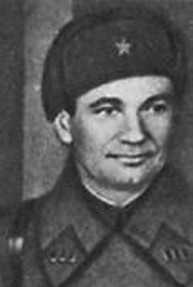
붉은 군대 제복을 입은 포플랍스키 (1930년대)

포플랍스키는 처음 3년(1923년까지)을 이등병으로 복무했고, 그 후 4년(1927년까지)을 부사관으로, 297보병연대의 중대장으로 복무했다. 그 후 몇 년 동안 그는 장교 학교에 다니고, 그 후 자신의 지휘를 받았다. 처음에는 137보병연대의 소대장 (1930–1931), 그 다음에는 하르키우 보병장교학교의 소대장 (1931–1933)으로, 나중에는 중대장으로 복무했다 (1933–1935).
제2차 세계 대전 전에 그는 미하일 프룬제 군사 대학 (1935–1938)에서 군사 전술 교관 (1938–1939)이 되었지만, 1939년 2월 거짓 고발로 해임되어 툴라 지역의 솝호스에서 관리자 직책을 맡았다.
그는 독일의 소련 침공 직전에 162보병사단 참모부 작전과장으로 복귀했다.

### 제2차 세계 대전
포플랍스키는 720보병연대장 (1941년 7월–9월)을 지냈고, 그 다음에는 363보병사단 참모장 (1941년 10월 – 1942년 1월)을 지냈다. 이 기간 동안 그는 비아위스토크-민스크 전투와 스몰렌스크 전투에 참여했다. 모스크바 공방전 초기에 뱌지마와 브랸스크 방어 작전 중 그의 연대는 포위되었다. 그러나 며칠 후인 10월 6일, 그는 전투를 통해 포위망을 뚫고 19군의 다른 몇몇 부대와 함께 연대를 철수시켰다. 1941년 여름과 가을 전투에서의 공로로 그는 적기훈장을 받았다.
어려운 상황에서도 뛰어난 활약을 보인 포플랍스키는 즉시 우랄 군관구에서 급히 창설된 363보병사단 참모장으로 승진 임명되었고, 이미 12월에는 칼리닌 전선의 30군 소속으로 전투에 참전하여 클린-솔네치노고르스크 공세 작전에 참여했다. 1942년 1월, 그는 185보병사단 사령관으로 임명되었다. 르제프-뱌지마 작전 중 그의 부대는 29군 칼리닌 전선에 배정되었다. 전투 중 그의 부대는 전진하여 적군에 포위되었다. 한 달 후, 그의 부대는 완전한 포위 상태에 놓였다. 그러나 공중 보급을 통해 부대는 지형 조건을 활용하여 적극적인 방어를 조직할 수 있었고, 사단의 파괴를 막았으며 1942년 2월 말에는 주력군에 합류하기 위해 성공적으로 전선을 돌파했다.
1942년 5월, 그는 칼리닌 전선의 39군에 배정된 256보병사단 사단장으로 임명되었다. 6월 16일부터 29일까지 그는 부대의 참모장이었으며, 그 후 칼리닌 전선과 서부 전선에서 220보병사단 사령관으로 임명되었다. 1943년 3월 르제프-뱌지마 공세 동안 그의 사단은 170킬로미터 이상을 싸우고 이동 중에 6개의 강을 건너 독일군이 전선을 따라 거점을 확보하는 것을 막았다.

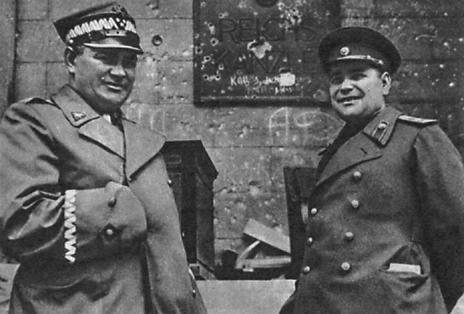
베를린 국가수상부 건물에서 소련군 장성 세르게이 샤틸로프와 함께 있는 포플랍스키 (왼쪽) (1945년 5월)

1943년 6월부터 1944년 9월까지 그는 서부, 벨라루스 제1전선 및 벨라루스 제3전선의 소련 5군에서 45보병군단을 지휘했다. 군단 지휘관으로서 그는 스몰렌스크 제2차 전투와 바그라티온 작전에 참여했다.
1944년 9월, 그는 폴란드 인민군으로 전속되었는데, 이는 이 연합군이 공산주의자 이념에 충실하도록 보장하기 위한 수많은 소련 장교 중 한 명이었다. 소장으로서 그는 폴란드 제2군 (1944년 9월 26일 – 12월 19일)과 나중에는 폴란드 제1군 (1945년 9월 10일까지)을 지휘했다. 그의 부대는 포메라니아 방벽 요새선의 돌파, 발트해 해안 확보, 오데르강과 엘베강 도하, 그리고 베를린 전투에 참여했다. 그는 전쟁 중 8번 부상을 입었으며, 전투 작전 계획 및 병력 지휘에 높은 조직력을 보여주었다. 그의 성공적인 작전으로 그는 최고사령관 이오시프 스탈린의 명령에 15번 언급되었다.
1945년 5월 29일 오데르강의 적 방어선 돌파 및 베를린 전투에서 병력의 숙련된 지휘 및 통제를 인정받아 포플랍스키는 소비에트 연방영웅 칭호를 수여받았다.

### 전후

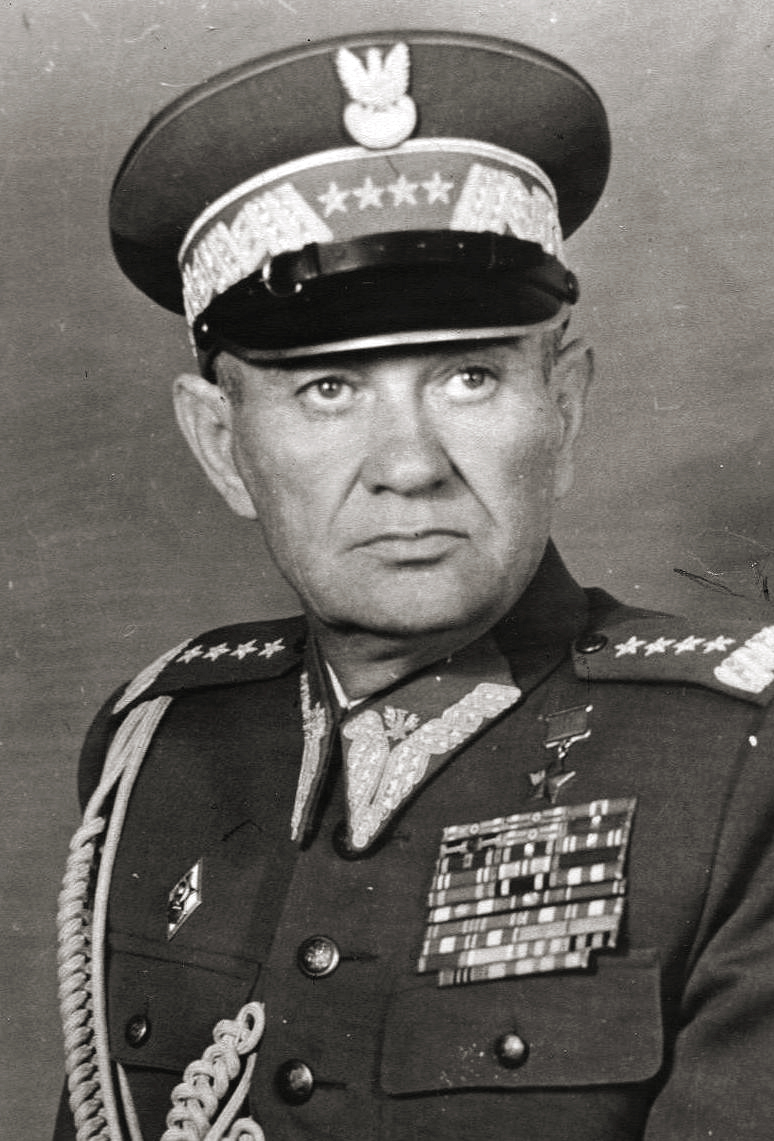
폴란드 국방부 차관 시절의 포플랍스키 (1950)

전쟁 후, 그는 폴란드 육군에 남았는데, 여기에는 콘스탄틴 로코솝스키를 포함한 수천 명의 민족적으로 폴란드계 소련군 장교들이 있었고, 이들은 거의 모든 폴란드군 부대의 지휘관 또는 고문으로 임명되었다. 포플랍스키는 독일을 점령한 폴란드군 사령관으로 복무했으며, 이후 실레시아 군관구 사령관 (1947년 11월 22일까지), 폴란드 육군 총사령관 (1950년 3월 21일까지), 군사 훈련 총감 (1949년 4월 2일까지)을 지냈다. 그는 또한 정치적 직책을 맡았는데, 1949년 4월 2일에는 제2대 국방부 차관이 되었고 나중에는 차관이 되었다. 그는 또한 폴란드 세임의 의원 (1947–1956)이었으며, 1949년부터 1956년까지 폴란드 통일노동자당 (PZPR) 중앙위원회 위원이었다. 1955년 8월 12일, 그는 소련군 장군으로 임명되었다. 1950년, 그는 레기아 바르샤바 스포츠 클럽 회장으로 파견되었다. 그는 전쟁 전 장교들의 숙청 물결 속에서 사임해야 했던 예우게니우스 루시니아크 장군을 이 자리에서 대체했다. 루시니아크는 그 직후 체포되어 간첩 혐의로 기소되었다. 15년형을 선고받고, 1954년 브론키 감옥에서 사망했다.
1947년부터 1956년까지 그는 인민당, 이후 폴란드 통일노동자당을 대표하여 입법 세임의 일원이었고, 그 후 폴란드 인민공화국 제1기 세임의 일원이었다. 1949년, 그는 폴란드 통일노동자당 중앙위원회 위원이 되었다. 1953년부터 1956년까지 그는 폴란드 사냥 협회 최고 사냥 위원회 회장이었다. 포플랍스키는 1950년부터 1957년까지 스포츠 클럽 레기아 바르샤바의 회장을 지냈다.
1956년 그는 포즈난 1956년 시위 진압을 책임진 군부대 지휘관이었다. 그 후 탈스탈린화 시대가 시작되면서 그는 (다른 상당수의 소련군 장교들과 함께) 폴란드군의 독립성이 약간 증가됨에 따라 폴란드군을 떠나 소련으로 돌아갔고, 그곳에서 소련 육군 군사 훈련 총감의 제1차관이 되었고, 1958년부터는 소련 국방부 총감의 고문이 되었다.
그는 1963년 육군 장군 계급으로 퇴역했다.

## 개인 생활
포플랍스키는 테르필로프스카(1911–1991)와 결혼하여 마야 포플랍스카가 되었다. 그들은 딸 이자벨라(1931–2011)를 두었다.
포플랍스키는 1973년 8월 10일 모스크바에서 사망했다. 그는 노보데비치 묘지에 군 예우를 갖춰 안장되었다. 그의 장례식에는 국방부 장관 장성 보이치에흐 야루젤스키가 이끄는 폴란드 대표단이 참석했다.

## 계급 승진
|  | 소장, 붉은 군대: 1943년 2월 14일 |
|  | 소장, 폴란드군: 1944년 12월 3일  |
|  | 중장, 폴란드군: 1945년 5월 3일   |
|  | 장군, 폴란드군: 1955년 8월 12일  |

## 수상 경력

기념 메달.

- 틀:나라자료 Polish People's Republic:
  -  폴란드 재건국 훈장 (1등급)
  -  폴란드 재건국 훈장 (2등급)
  -  폴란드 재건국 훈장 (3등급)
  -  비르투티 밀리타리 훈장 (사령관)
  -  그룬발트 십자 훈장 (2등급)
  -  노동 깃발 훈장 (1등급), 2회
  -  황금 공로 십자 훈장, 2회
  -  실레지아 봉기 십자 훈장
  -  승리 및 자유 1945 메달
  -  오데르, 나이세 및 발트해를 위한 메달
  -  바르샤바 1939-1945 메달
  -  베를린 전투 참여 메달
  -  조국을 위한 무장력 메달 (은메달)
  -  조국을 위한 무장력 메달 (동메달)
  -  인민 폴란드 10주년 메달
  -  무기 형제애 메달
  -  상처 훈장 (8회)
- 틀:나라자료 Soviet Union:
  -  소비에트 연방영웅 (1945년 5월 29일)
  -  레닌 훈장, 3회 (1942년 4월 20일, 1945년 4월 30일, 1945년 5월 29일)
  -  10월 혁명 훈장 (1968년 2월 22일)
  -  적기훈장, 4회 (1941년 8월 9일, 1943년 1월 30일, 1944년 11월 3일, 1952년 6월 13일)
  -  수보로프 훈장, 1등급 (1945년 4월 6일)
  -  수보로프 훈장, 2등급 (1943년 9월 28일)
  -  쿠투조프 훈장, 2등급 (1943년 4월 9일)
  -  보흐단 흐멜니츠키 훈장, 2등급 (1944년 7월 4일)
  -  적성훈장 (1961년 2월 22일)
  -  모스크바 방어전 메달 (1944년)
  -  바르샤바 해방 메달 (1945년)
  -  베를린 점령 메달 (1945년)
  -  1941-1945년 대조국전쟁 승리 기념 메달 (1945년)
  -  블라디미르 일리치 레닌 탄생 100주년 기념 메달 (1969년)
  -  1941-1945년 대조국전쟁 승리 20주년 기념 메달 (1965년)
  -  소련군 및 해군 30주년 기념 메달 (1948년)
  -  소련군 40주년 기념 메달 (1958년)
  -  소련군 50주년 기념 메달 (1968년)
- 기타 국가:
  -  백사자 군사 훈장, 1등급 (체코슬로바키아)
  -  체코슬로바키아 자유 군사 훈장 금성 (체코슬로바키아)
  -  수훈십자장 (미국)
  -  용맹 훈장 (유고슬라비아)
  -  파르티잔 성 훈장, 1등급 (유고슬라비아)

### 기타 영예
- 렘베르토프에 있는 폴란드군 장교 훈련 센터는 1974년부터 1989년까지 포플랍스키의 이름을 따서 명명되었다.
- 1973년, 조리에 있는 제3초등학교는 그의 이름을 기려 명명되었다. 1983년 10월 12일, 소스노비에츠에 있는 제42초등학교도 포플랍스키의 이름을 따서 명명되었다. 이 이름은 1990년대까지 유지되었다.
- 1946년부터 1950년까지 보스코비체 마웨의 한 아동 복지 시설은 포플랍스키의 이름을 따서 명명되었다. 이 시설은 어린이 친구 노동자 협회 나미수프 지부에 의해 개원되었다. 이 시설은 1946년 6월 23일부터 1950년 9월 1일까지 운영되었다.
- 1974년 6월 28일, 그단스크의 레닌 조선소에서 B-438 세미 컨테이너선이 진수되었다. 이 배는 MS "제네랄 스타니스와프 포플랍스키"라고 명명되었다. 1998년 3월, 이 배는 퇴역하여 폐기되었다.[6]
- 1976년, 폴란드 조폐국에서 포플랍스키를 기념하는 메달이 발행되었다.

## 저서
회고록 전선의 동지들(또는 투쟁의 동지들; 폴란드어 제목: Towarzysze frontowych dróg, 바르샤바 1964, 1966, 1970, 1973, 1983; 러시아어 제목: Товарищи в борьбе, 모스크바 1963, 1974; 독일어 제목: Kampfgefährten, 베를린 1980)의 저자. 원래 제목은 선조들의 땅에서(Na ziemi przodków, За землю предков)였으나 검열관에 의해 변경되었다.

## 내용주
1. ↑  Поплавский С. Г. (1974). Товарищи в борьбе (러시아어). Воениздат.
2. ↑  ПОПЛАВСКИЙ Станислав Гилярович
3. 1 2  Поплавский Станислав Гилярович
4. ↑  Norman Davies (1982). 《God's Playground》. New York: 컬럼비아 대학교 출판부. ISBN 0-231-05353-3. (also ISBN 0-231-05351-7)
5. ↑  “"Legia Warszawa 1916-2016"”. 《dzieje.pl》 (폴란드어). 2023년 11월 9일에 확인함.
6. ↑  GENERAŁ STANISŁAW POPŁAWSKI